# Lập trình ký hiệu
Trong lập trình máy tính, lập trình ký hiệu (tiếng Anh: symbolic programming) là một Mẫu hình lập trình trong đó chương trình có thể sử dụng những công thức và thành phần của chương trình như thể chúng là dữ liệu thô.
Sử dụng lập trình tính toán hình thức, những chương trình phức tạp có thể được phát triển để xây dựng những chương trình phức tạp hơn bằng cách kết hợp các đơn vị logic và chức năng nhỏ hơn. Vì vậy, chương trình đó có tự thay đổi chính nó một cách hiệu quả và có thể "học",làm chúng thích hợp hơn với các ứng dụng như trí tuệ nhân tạo, hệ chuyên gia,  xử lý ngôn ngữ tự nhiên, và các trò chơi máy tính.
Những ngôn ngữ lập trình hỗ trợ lập trình tính toán hình thức bao gồm Wolfram Language, LISP và Prolog.